# Aviation/LAX (métro de Los Angeles)
Aviation/LAX, anciennement Aviation Blvd/I-105, est une station du métro de Los Angeles desservie par les rames de la ligne C et située au sud de Los Angeles, en Californie.

## Situation sur le réseau
Station aérienne du métro de Los Angeles, Aviation/LAX est située sur la ligne C à l'intersection de Aviation Boulevard et de Imperial Avenue dans le quartier angelin de Westchester, tout juste au nord du census-designated place de Del Aire. L'échangeur des I-105 et I-405 est situé au nord-est de la station.

## Histoire
La station est mise en service le 12 août 1995, lors de l'ouverture de la ligne.

## Services aux voyageurs

### Accès et accueil

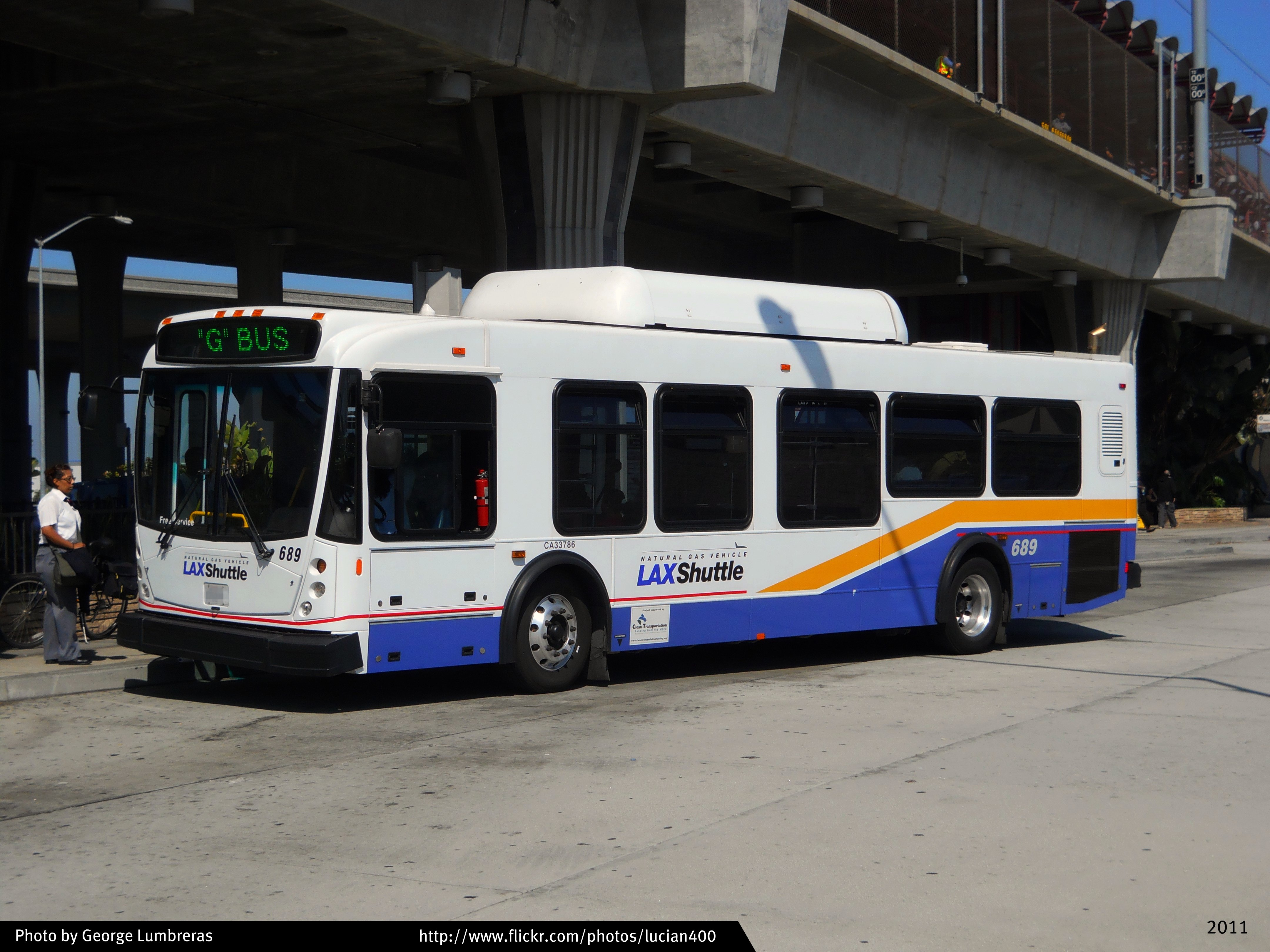
Une navette située sous la station.
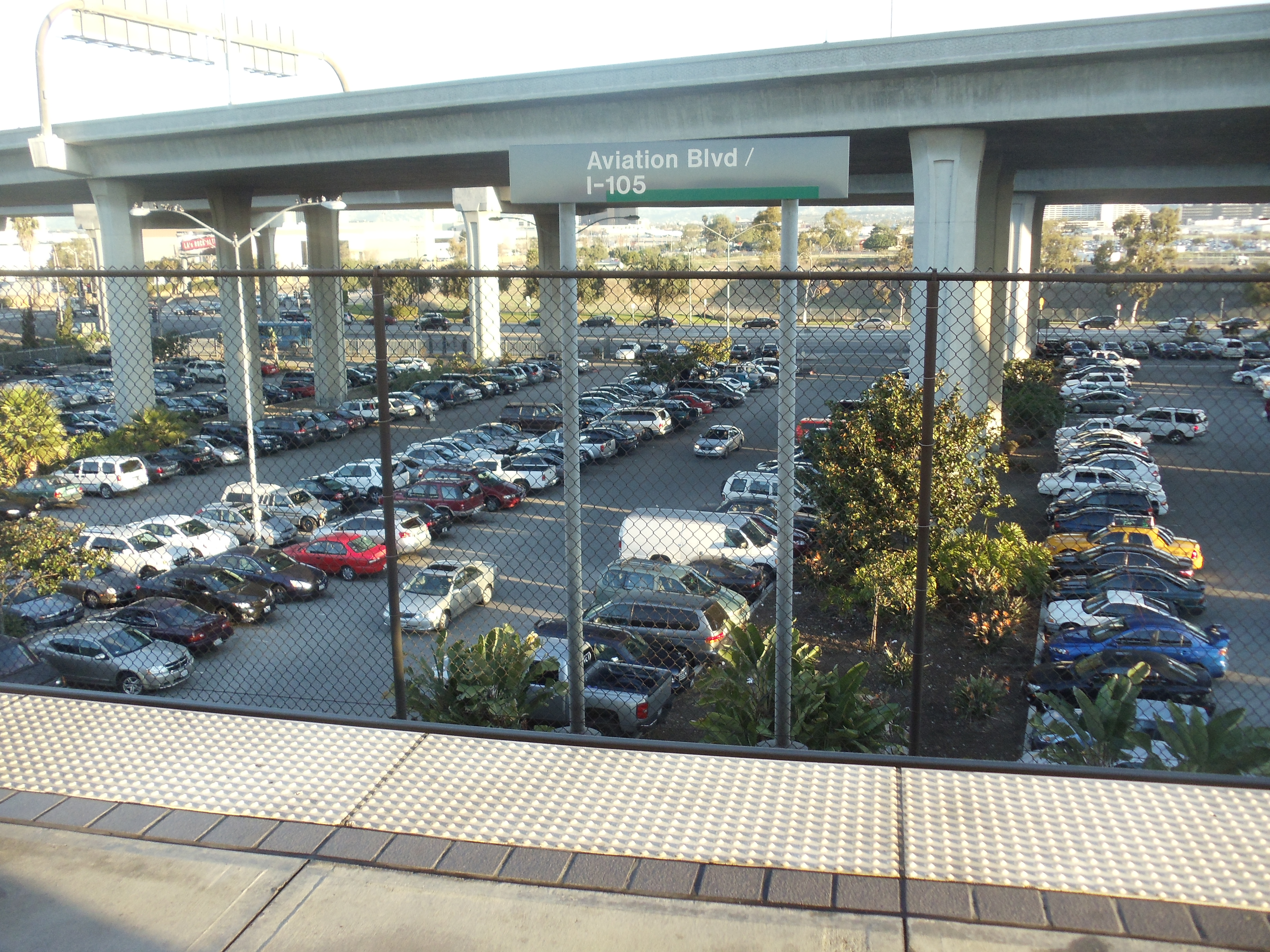
Vue du stationnement à disposition.

### Desserte
Aviation/LAX est desservie par les rames de la ligne C du métro.

### Intermodalité
La station est située à proximité de l'aéroport international de Los Angeles ; une navette gratuite la relie à ce dernier.
Elle est également desservie par les lignes d'autobus 40 Owl, 120 et 625 de Metro, la ligne 109 de Beach Cities Transit (en), la ligne 6 et Rapid 6 de Culver CityBus (en), la ligne 5 de Gardena Transit (en), la ligne 438 de Commuter Express (en) et la ligne 3 et Rapid 3 de Big Blue Bus (en).

## Architecture et œuvres d'art
L'artiste Richard Turner y a installé une œuvre.